# Hinke Osinga
Pour les articles homonymes, voir Osinga.
Hinke Maria Osinga (née le 25 décembre 1969, à Dokkum) est une mathématicienne néerlandaise, experte en systèmes dynamiques. Elle travaille en tant que professeur de mathématiques appliquées à l'Université d'Auckland en Nouvelle-Zélande. Outre ses recherches, elle est connue en tant que créatrice d'art mathématique.

## Formation et carrière
Osinga obtient un master en 1991 et un doctorat en 1996, à l'Université de Groningue. Sa thèse de doctorat, supervisée conjointement par Hendrik Broer, théoricien des systèmes dynamiques et Gert Vegter, spécialiste de géométrie algorithmique, porte sur le calcul de variétés invariantes (en).
Après des études postdoctorales au Centre de géométrie (en) et au California Institute of Technology, et un court poste de maître de conférences à l'Université d'Exeter, elle devient maître de conférences à l'Université de Bristol en 2001, et y est promue professeure en 2011. Elle part à Auckland, en 2011, où elle devient la première femme professeur de mathématiques et la deuxième en Nouvelle-Zélande.

## Art mathématique
En 2004 Osinga crée en crochet une visualisation du collecteur de Lorenz, une variété invariante pour l'attracteur de Lorenz, et publie les motifs pour son travail de crochet avec son mari, Bernd Krauskopf ; l'œuvre d'art textile mathématique qui en résulte comporte plus de 25 000 points de crochet, et mesure près d'un mètre de large,. Osinga et Krauskopf, plus tard, ont collaboré avec l'artiste Benjamin Storch sur une sculpture en acier inoxydable qui donne une autre interprétation du même système mathématique.

## Prix et distinctions
Osinga est conférencière invitée au Congrès international des mathématiciens en 2014, s'exprimant sur Mathematics in Science and Technology. En 2015, elle est élue fellow de la Society for Industrial and Applied Mathematics « pour ses contributions à la théorie et des méthodes de calcul pour les systèmes dynamiques. ». En 2017 elle est lauréate de la médaille Moyal.

## Publications
- Algorithms for computing normally hyperbolic invariant manifolds
- Intermittency following a Hopf bifurcation
- On the numerical computation of invariant manifolds
- Hinke M. Osinga et Bernd Krauskopf, « Crocheting the Lorenz manifold », Mathematical Intelligencer, vol. 26, no 4,‎ 2004, p. 25–37 (DOI 10.1007/BF02985416, lire en ligne)
- avec Catherine Hobbs (2008) Bifurcations of the global stable set of a planar endomorphism near a cusp singularity.  International Journal of Bifurcation and Chaos in Applied Sciences and Engineering, 18 (8): 2207-2222.